# Txemi Urtasun
Txemi Urtasun Uriz (Pamplona, 30 d'abril de 1984), és un jugador de bàsquet navarrès que juga d'escorta. Té un germà bessó, Álex Urtasun, que també s'ha dedicat professionalment al basquetbol.
El gener de 2022 va fitxar pel Basquet Manresa on només va estar només un mes. Dies més tard es va incorporar al Bàsquet Girona, on va contribuir a pujar l'equip a la Lliga ACB.